# Prunaru, Mehedinți
Prunaru este un sat în comuna Prunișor din județul Mehedinți, Oltenia, România.